# Коновалов, Виталий Фёдорович
Вита́лий Фёдорович Конова́лов (14 сентября 1932, Свердловск — 9 мая 2013, Москва) — советский государственный деятель, министр атомной энергетики и промышленности СССР (1989—1991).

## Биография
Родился 14 сентября 1932 года в Свердловске.
Окончил физико-технический факультет Уральского политехнического института (1956), инженер-технолог. Кандидат технических наук (1974), академик РАЕН, член КПСС с 1963 г.
- 1956—1975 гг. — на Ульбинском металлургическом заводе (Восточный Казахстан): мастер-дублёр, мастер, старший мастер, начальник смены, начальник производства,
- 1975—1979 гг. — директор Чепецкого механического завода,
- 1979—1986 гг. — директор Электростальского машиностроительного завода,
- 1986—1988 гг. — начальник 3-го Главного управления министерства среднего машиностроения СССР.
- 1988—1989 гг. — заместитель министра среднего машиностроения СССР.
- 1989—1991 гг. — министр атомной энергетики и промышленности СССР,
- 1992—1996 гг. — первый заместитель министра Российской Федерации по атомной энергии,
- 1996—2000 гг. — президент корпорации «ТВЭЛ»,
- 2000—2002 гг. — первый вице-президент,
- с 2002 г. — советник президента ОАО «ТВЭЛ».

Успешно организовал процесс расширения производства циркониевой продукции для нужд атомной энергетики и расширения производства объёмов урановой продукции. Возглавлял создание производства и оборудования поточных линий по выпуску тепловыделяющих сборок (ТВС) для АЭС России и экспорта. Руководил целевыми программами в области развития ядерно-топливного цикла, контролем за выполнением неотложных мер по безопасной работе атомных станций России, реструктуризацией и конверсией предприятий ядерно-топливного цикла. Участник ликвидации Чернобыльской аварии, член Правительственной комиссии РФ по сокращению ядерного стратегического вооружения на Украине.
Автор 150 публикаций в научных изданиях, книги «Творцы ядерного века» (2003).
Умер 9 мая 2013 года на 81-м году жизни в Москве.
Похоронен на Хованском кладбище Москвы.

## Награды и звания
- Орден Ленина (1986);
- Орден Октябрьской Революции (1981);
- Орден Трудового Красного Знамени (1966);
- Орден Почёта (1996)[4];
- Орден Дружбы (2005)[5];
- Медали.
- Государственная премия СССР (1970, 1976).